# Lene Hau
Lene Vestergaard Hau (Vejle, Dinamarca, 13 de noviembre de 1959) es una física danesa. En 1999 dirigió un equipo de la Universidad de Harvard (EE. UU.) que logró reducir la velocidad de un rayo de luz a aproximadamente 17 metros por segundo. En el 2001 consiguieron detener un rayo momentáneamente. Esto fue posible gracias al uso de un superfluido.
En 1989 aceptó una estadía de investigación a nivel de posdoctorado en Ciencias Físicas por dos años en la Universidad de Harvard. Obtuvo su doctorado (PhD) de la Universidad de Aarhus en 1991. Su especialidad formal es la física teórica, pero su interés se ha movido a la investigación experimental en un esfuerzo de crear un nuevo tipo de materia conocido como condensado de Bose-Einstein. En 1991 se incorporó al plantel científico del Instituto Rowland para la Ciencia, en Cambridge (EE. UU.). Desde 1999 ocupa las cátedras de Física Aplicada y Física, en Harvard.
Las distinciones en reconocimiento a su labor científica y de servicio incluyen:
- Beca MacArthur Fellowship (2001-2006);
- el premio NKT de la Sociedad Física Danesa (2001);
- la medalla Ole Rømer, otorgada por el presidente de la Universidad de Copenhague (2001);
- un título honorífico, Æreshåndværker Kjøbenhavns Håndværkerforening, otorgado en presencia de la Reina de Dinamarca (2001);
- Samuel Friedman Rescue Award, de la Fundación Friedman, Universidad de California en Los Ángeles (2001);
- el premio Año 2000 de la Top Danmark Foundation, Copenhague (2000);
- el premio 200º aniversario de J. C. Jacobsen, otorgado por la Fundación Carlsberg, Dinamarca (1989);
- beca de investigación otorgada por la Facultad de Ciencias de la Universidad de Aarhus.

Se le ha otorgado, además, un puesto honorario en la Real Academia Danesa de Ciencias.